# 323 г. пр.н.е.
323 (триста двадесет и трета) година преди новата ера (пр.н.е.) е година от доюлианския (Помпилийски) римски календар.

## Събития

### В Македонската империя
- 10 юни – Александър Велики умира във Вавилон.
- Събрали се на спонтанно събрание войници обявяват Аридей за цар. За да се избегне открита битка между различните групи в армията и държава е постигната договорка ако бременната жена на Александър Роксана роди момче (както става), то да подели властта с Аридей, който получава политически важното име Филип III.[1]
- Извършва се „Вавилонската подялба“, която разпределя властта и отговорностите в империята след смъртта на Александър. Антипатър остава стратег отговарящ за Македония и Гърция. Пердика изпълнява ролята на върховен командващ в Азия, на когото всички сатрапи поне на теория трябва да се подчиняват. Кратер e назначен за prostates (пазител) на царете Филип, който е умствено немощен и на още неродения Александър IV Македонски. Разпределено е и управлението на сатрапиите – Египет е даден на Птолемей, Западна Мала Азия (Фригия, Ликия и Памфилия) са дадени на Антигон, Кападокия и Пафлагония са поверени на Евмен от Кардия, Тракия е поставена във властта на Лизимах и т.н.[2]
- Гърците в Бактрия възстават.[3]
- Започва Ламийската война. Атина и Етолия се съюзяват като към тях скоро се присъединяват и тесалийците. Антипатър е бързо победен и принуден да търси убежище в Ламия, откъдето идва и името на войната.[3]

### В Римската република
- Консули са Гай Сулпиций Лонг и Квинт Авлий Церетан.
- Войната със самнитите продължава. Римляните правят походи в Самниум и Апулия.[4]

## Родени
- Александър IV Македонски, единствен законен син на Александър III Македонски (умрял 310 г. пр.н.е.)

## Починали
- 10 юни – Александър Велики, цар на античното царство Македония и завоевател на Персийската империя (роден 356 г. пр.н.е.)
- Диоген Синопски, известен древногръцки философ (роден 404 г. пр.н.е.)